# Pimelodus fur
Pimelodus fur és una espècie de peix de la família dels pimelòdids i de l'ordre dels siluriformes.

## Distribució geogràfica
Es troba a Sud-amèrica: conca del São Francisco (Brasil).